# West Economy

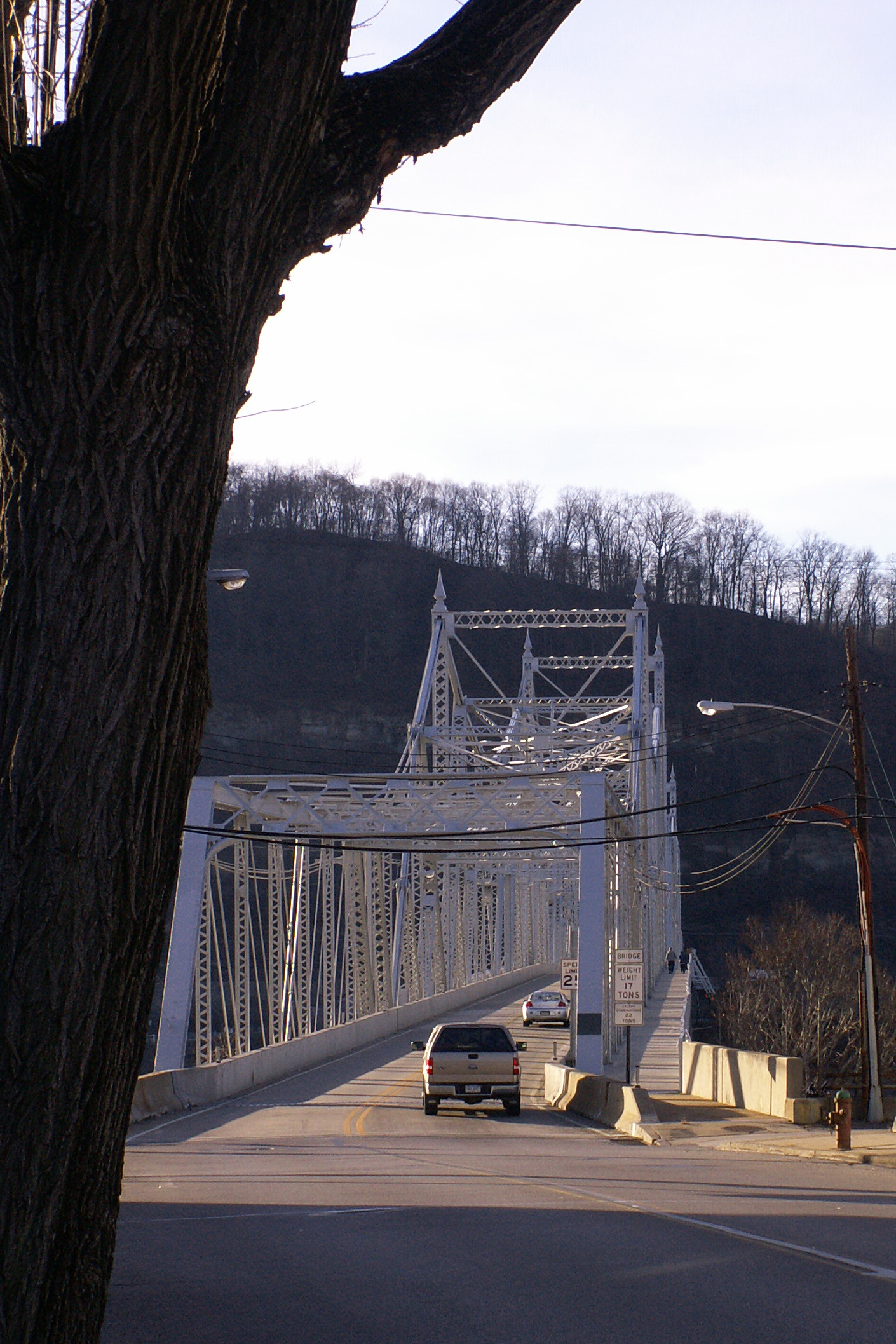
Brücke zwischen West Economy und Ambridge, Ansicht von Westen, 2014

West Economy ist eine (ehemalige) Ortslage am Ohio-Fluß im Beaver County, Pennsylvania, gegenüber der Siedlung Economy. Sie liegt heute an der Grenze der Stadt Aliquippa und des Hopewell Townships.
Zwischen West Economy und Economy (später Teil von Ambridge) verkehrte früher eine Fähre über den Ohio. Die Pittsburgh and Lake Erie Railroad eröffnete spätestens 1896 in West Economy einen Bahnhof mit dem gleichen Namen. Die 1912 eröffnete Woodlawn and Southern Street Railway Company verband den Ort mit dem Stahlwerk im damaligen Woodlawn. 1926 wurde zwischen West Economy und Ambridge eine Straßenbrücke über den Ohio gebaut, die den Fährverkehr ersetzte und bis heute genutzt wird.